# Critics’ Choice Television Award/Bester Fernsehfilm oder beste Miniserie
Der Critics’ Choice Television Award in der Kategorie Bester Fernsehfilm oder beste Miniserie (Originalbezeichnung: Best Movie/Miniseries) ist eine der Auszeichnungen, die jährlich in den Vereinigten Staaten von der Broadcast Television Journalists Association, einem Verband von Fernsehkritikern, verliehen werden. Sie richtet sich an hervorragende Fernsehfilme oder Miniserien. Die Kategorie wurde 2012 ins Leben gerufen. Die Gewinner werden in einer geheimen Abstimmung durch die Fernsehkritiker des Verbandes ermittelt.

## Geschichte und Rekorde
Seit der zweiten Verleihung hat die Broadcast Television Journalists Association eine Gesamtanzahl von vierzehn Preisen in der Kategorie Bester Fernsehfilm oder beste Miniserie verliehen. Der erste Preisträger war die britische BBC-Produktion Sherlock, die 2012 ausgezeichnet wurde. Die bisher letzten Preisträger waren der Fernsehfilm El Camino: Ein „Breaking Bad“-Film  sowie die Miniserie When They See Us, beides Netflix-Produktionen, die 2020 geehrt wurden.
2014, 2015 und ab 2018 wurde die Kategorie aufgrund der Vielzahl an Einreichungen jeweils in Bester Fernsehfilm und Beste Miniserie aufgeteilt.

## Gewinner und Nominierte
Die unten aufgeführten Fernsehfilme und Miniserien werden mit ihrem deutschen Ausstrahlungstitel (sofern ermittelbar) angegeben, danach folgt in Klammern in kursiver Schrift der fremdsprachige Originaltitel. Die Nennung des Originaltitels entfällt, wenn deutscher und fremdsprachiger Filmtitel identisch sind. Die Gewinner stehen hervorgehoben in fetter Schrift an erster Stelle.
2012
Sherlock
American Horror Story (American Horror Story: Murder House)
Game Change – Der Sarah-Palin-Effekt (Game Change)
The Hour
Luther
Die Verschwörung – Verrat auf höchster Ebene (Page Eight)
2013
Liberace – Zu viel des Guten ist wundervoll (Behind the Candelabra)
American Horror Story (American Horror Story: Asylum)
Das karmesinrote Blütenblatt (The Crimson Petal and the White)
The Hour
Political Animals
Top of the Lake
2014
Fernsehfilm

The Normal Heart
Ein Abenteuer in Raum und Zeit (An Adventure in Space and Time)
Burton und Taylor (Burton and Taylor)
Killing Kennedy
Sherlock: Sein letzter Schwur (His Last Vow)
The Trip to Bountiful
Miniserie

Fargo
American Horror Story (American Horror Story: Coven)
Bonnie & Clyde (Bonnie and Clyde: Dead and Alive)
Dancing on the Edge
The Hollow Crown
Luther
2015
Fernsehfilm

Bessie
Killing Jesus
Nachtigall (Nightingale)
A Poet in New York
Stockholm, Pennsylvania
Miniserie

Olive Kitteridge
24: Live Another Day
American Crime
The Book of Negroes
The Honourable Woman
Wolf Hall
2016 (Jan.)
Fargo
Childhood’s End
Luther
Saints & Strangers
Show Me a Hero
The Wiz Live!
2016 (Dez.)
American Crime Story (The People v. O. J. Simpson: American Crime Story)
Der lange Weg (All the Way)
Auf Treu und Glauben (Confirmation)
Killing Reagan
Roots
The Night Manager
2018
Fernsehfilm

The Wizard of Lies – Das Lügengenie (The Wizard of Lies)
Flint
I Am Elizabeth Smart
The Immortal Life of Henrietta Lacks
Sherlock: Der lügende Detektiv (The Lying Detective)
Miniserie

Big Little Lies
American Vandal
Fargo
Feud (Feud: Bette and Joan)
Godless
The Long Road Home
2019
Fernsehfilm

Jesus Christ Superstar Live in Concert
Icebox
King Lear
My Dinner with Hervé
Notes from the Field
The Tale – Die Erinnerung
Miniserie

Der Mord an Gianni Versace – American Crime Story
American Vandal
Escape at Dannemora
Genius: Picasso
Sharp Objects
A Very English Scandal
2020
Fernsehfilm

El Camino: Ein „Breaking Bad“-Film
Brexit
Deadwood
Guava Island
Native Son
Patsy & Loretta
Miniserie

When They See Us
Catch-22
Chernobyl
Fosse/Verdon
The Loudest Voice
Unbelievable
Years and Years
2021
Fernsehfilm

Hamilton
Bad Education
Between the World and Me
The Clark Sisters: First Ladies of Gospel
Sylvie’s Love
What the Constitution Means to Me

Miniserie

Das Damengambit
I May Destroy You
Mrs. America
Normal People
The Plot Against America
Small Axe
The Undoing
Unorthodox